# Andrea Costaguta
Andrea Costaguta (Chiavari, 1610 – Sassoferrato, 1670) è stato un religioso e architetto italiano.

## Biografia
Nativo della cittadina di Chiavari, nel Tigullio in Liguria, già frate dell'Ordine dei Carmelitani, entrò a far parte della corte reale sabauda della duchessa Maria Cristina di Borbone-Francia, nel 1638, come teologo e consigliere del Ducato.
A lui si devono a Torino i progetti e le realizzazioni della Chiesa di Santa Teresa, realizzata tra il 1642 e il 1674, il complesso conventuale di San Francesco da Paola, costruita a partire dal 1632. Sempre nel Torinese, a Moncalieri, partecipò assieme ad altri architetti a opere di conservazione del castello omonimo; a Chieri la duchessa Cristina gli affidò la progettazione del primo impianto del santuario dell'Annunziata ed a Pino Torinese il progetto della nuova chiesa parrocchiale della Madonna del Carmelo e Sant'Andrea Corsini e, nel 1648, la costruzione della Vigna di Madama Reale, una villa con parco sulla collina torinese. Nella capitale sabauda realizzò inoltre altri edifici civili e s'interessò anche di altri interventi, tra i quali, al castello del Valentino.
Processato e condannato nel 1655 per un episodio capitatogli nella città natale chiavarese, per motivi sconosciuti, scontò la sua pena confinato nel convento di Sassoferrato, nelle Marche, dove probabilmente morì nel 1670.